# Council of Major Superiors of Women Religious

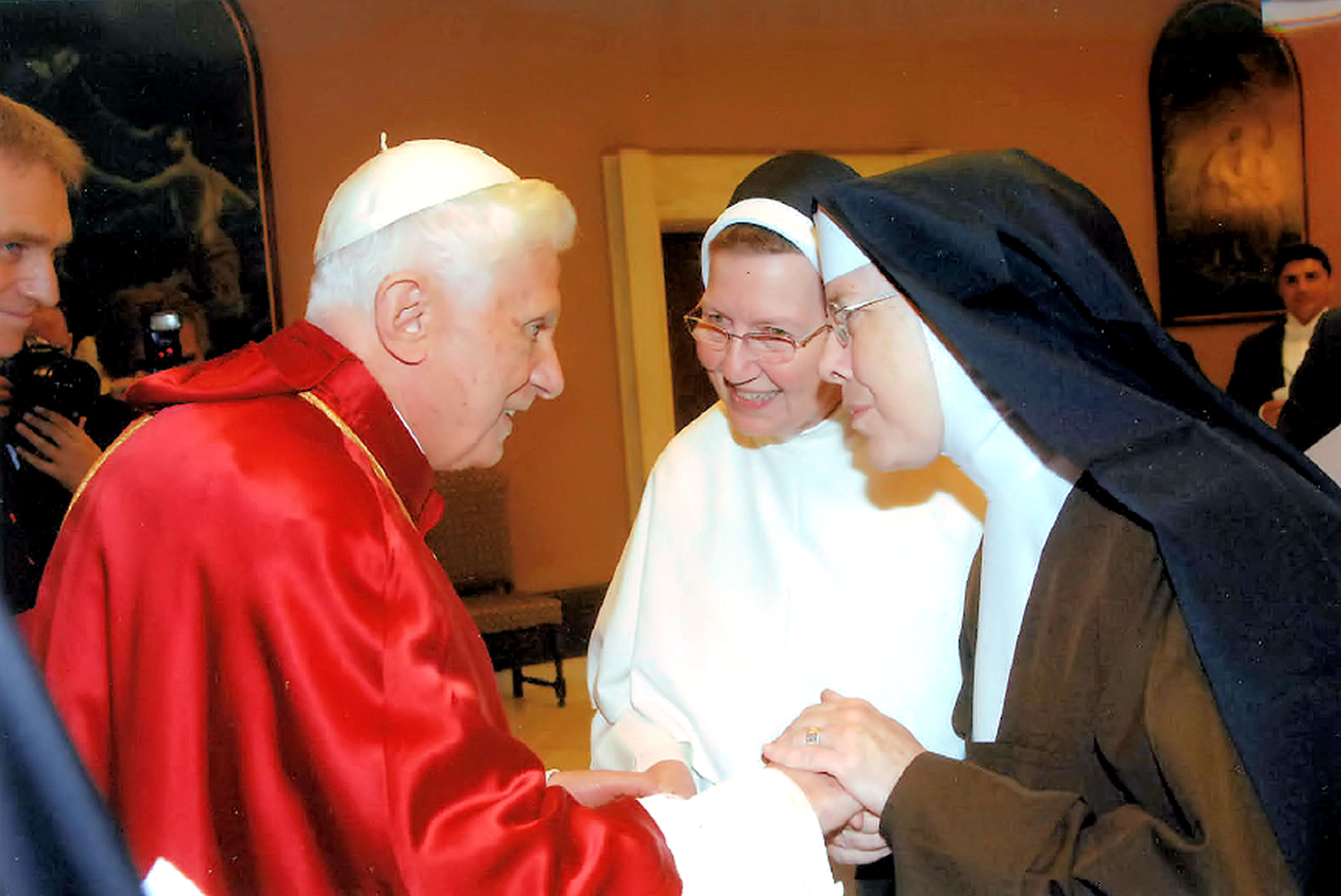
Die Sprecherin des CMSWR, Sr. Regina Marie Gorman OCD, bei der Audienz mit Papst Benedikt XVI.

Das Council of Major Superiors of Women Religious (CMSWR) ist ein Zusammenschluss höherer Oberinnen der römisch-katholischen Kirche in den Vereinigten Staaten. Sie wurde am 12. Juni 1992 mit Zustimmung der Kongregation für die Kongregation für die Institute des geweihten Lebens gegründet. Die endgültige Bestätigung erhielt die Vereinigung am 26. Oktober 1994 unter dem Pontifikat Papst Johannes Pauls II.
Zweck der Vereinigung ist es, die Zusammenarbeit und die Verständigung unter den Mitgliedern zu fördern, ferner Austausch, Dialog und Fortbildung über die Lehre der katholischen Kirche und das geweihte Leben, Einheit mit dem Papst und Zusammenarbeit mit der Bischofskonferenz der Vereinigten Staaten.
Das CMSWR ist eine von vier Vereinigungen von Instituten des geweihten Lebens, andere sind die Conference of Major Superiors of Men’s Institutes USA, die Leadership Conference of Women Religious und die US Conference of Secular Institutes.

## Geschichte
In den 1980er Jahren fanden einige Ordensgemeinschaften in den Vereinigten Staaten, dass sich die LCWR  zunehmend säkularen und politischen Interessen zuwende und Abweichungen von der kirchlichen Lehre unterstütze. Sie erbaten die Erlaubnis, eine zweite Vereinigung gründen zu dürfen, die klar zum Lehramt stehe. Der Heilige Stuhl erteilte diese Erlaubnis 1992.
Die Mitglieder des CMSWR tragen zumeist den Habit, und das Durchschnittsalter der Oberinnen liegt mit 60 Jahren erheblich unter dem der Mitglieder der LCWR, in der es 74 Jahre beträgt. Obwohl die im CMSWR vereinigten Ordensinstitute nur 20 % der Ordensfrauen der Vereinigten Staaten stellen, wachsen diese Ordensinstitute und ihre Mitglieder sind jünger. Einer Studie aus dem Jahre 2009 über Berufungen in jüngerer Zeit zufolge waren unter den bei den Instituten der CMSWR eintretenden Frauen nur 15 % über 40 Jahre alt, während bei den in der LCWR vereinigten Instituten 56 % der Eintretenden älter als 40 Jahre waren. 43 % der Institute in der CMSWR hatten zumindest fünf Novizinnen; in der LCWR waren es dagegen nur 9 %.
Im Januar 2009 kündigte die Kongregation für die Institute des geweihten Lebens eine apostolische Visitation der Einrichtungen der Ordensfrauen in den Vereinigten Staaten an. Die Kongregation unter Franc Kardinal Rodé beauftragte die Generaloberin der Apostel des Heiligsten Herzens Jesu, Mutter Mary Clare Millea, die Visitation zu überwachen. Das CMSWR begrüßte die Visitation und ermutigte ihre Mitglieder zur Zusammenarbeit in vollem Ausmaß. 
Im Oktober 2010 wurden die Sprecherin des CMSWR, Sr. Regina Marie Gorman OCD, und die frühere Sprecherin, Sr. Ann Marie Karlovic OP, von Papst Benedikt XVI. im apostolischen Palast empfangen. Im März 2012 feierte das CMSWR ihren zwanzigsten Gründungstag, und ihre Vertreterinnen trafen aus diesem Anlass mit Erzbischof Fisichella zusammen, dem Präsidenten des Päpstlichen Rates zur Förderung der Neuevangelisierung.